# Język ANSI C
Język ANSI C (ang. The C Programming Language) – książka o programowaniu w języku C, autorstwa Dennisa Ritchie, jednego z twórców języka, oraz Briana Kernighana. Często bywa używana jako podręcznik akademicki lub pomoc w indywidualnym kształceniu. Książka wywarła duży wpływ na rozwój informatyki, m.in. poprzez rozpowszechnienie określonego stylu formatowania kodu, oraz przyczyniła się do rozpowszechnienia języka C i systemów klasy Unix. Często bywa skrótowo nazywana K&R, od pierwszych liter nazwisk autorów.
Pierwsze anglojęzyczne wydanie książki miało miejsce w roku 1978, nakładem wydawnictwa Prentice-Hall. Znalazł się w niej opis oryginalnego "dialektu" języka, stworzonego w AT&T Bell Labs (bywa on niekiedy nazywany K&R C). Polskie tłumaczenie pierwszego wydania ukazało się w roku 1987, nakładem Wydawnictwa Naukowo-Technicznego jako Język C (tłum. Danuta i Marek Kruszewscy). W żargonie informatyków pierwsze wydanie nazywane jest niekiedy Old Testament (Stary Testament).
Po ustaleniu przez Amerykański Instytut Standaryzacji standardu języka C autorzy opracowali drugie wydanie książki, wydane w roku 1988 jako The C Programming Language Second Edition nakładem wydawnictwa Prentice-Hall. Wydanie zawiera dodatki, streszczające standard ANSI C, opisujące bibliotekę standardową języka oraz podsumowujące zmiany pomiędzy wersjami. Polska edycja drugiego wydania książki ukazała się w roku 1994 nakładem Wydawnictwa Naukowo-Technicznego jako Język ANSI C (tłum. Danuta i Marek Kruszewscy). Drugie wydanie ochrzczono żargonowym mianem New Testament (Nowy Testament).
Książka jest zaliczana do klasycznych pozycji informatycznych i bardzo często jest chwalona ze względu na zwięzły, prosty styl oraz unikanie podawania zbędnych informacji. Została przetłumaczona na ponad 20 języków.